# Всероссийская коммунистическая партия будущего
Всероссийская Коммунистическая партия будущего (ВКПБ, ВКПБу) — политическая организация (партия), существовавшая в России в 2004—2005 гг.. Возникла в результате откола от КПРФ в 2004 году. Печатный орган — газета «Российская Правда». После роспуска ВКПБу руководящие партийные органы перешли в партии Патриоты России и Коммунисты России.

## История
Учредительный съезд ВКПБу состоялся 11 сентября 2004 года в Голицыно (Московская область). В работе съезда приняло участие 186 делегатов из 192-х, избранных на собраниях сторонников партии в 64-х субъектах Российской Федерации. В 2005 г. в результате второго этапа регистрации утратила регистрацию. Некоторое время существовала как внепарламентская, незарегистрированная политическая партия коммунистической направленности.
Председателем Политбюро единогласно избран В. И. Тихонов. Заместителями председателя Политбюро ЦК ВКПБ избраны: Л. А. Иванченко и С. А. Потапов. Первым секретарём ЦК ВКПБ единогласно избран С. А. Потапов.
8 июля 2006 года В. И. Тихонов был освобождён от должности председателя политбюро. Вместо него председателем политбюро был избран А. А. Куваев. Первым секретарём ЦК вместо С. А. Потапова был избран В. А. Константинов.

## Руководство
Состав Политбюро ЦК ВКПБ:
| ФИО                                | дальнейшая карьера                       |
| ---------------------------------- | ---------------------------------------- |
| Тихонов Владимир Ильич             | Патриоты России, затем Коммунисты России |
| Куваев Александр Александрович     | Справедливая Россия                      |
| Иванченко Леонид Андреевич         | заместитель Председателя ЦК ВКПБ         |
| Астраханкина Татьяна Александровна | Патриоты России                          |
| Бурдюгов Владимир Викторович       | Главный редактор журнала «Коммунист»     |
| Гуськов Юрий Александрович         | Коммунисты России                        |
| Ерёмкин Афанасий Иванович          | Коммунисты России                        |
| Захаров Иван Васильевич            | Член ВКПБ                                |
| Корякин Олег Игоревич              | Патриоты России                          |
| Костин Георгий Васильевич          | Член ВКПБ                                |
| Потапов Сергей Александрович       | беспартийный                             |
| Цомаев Тамерлан Александрович      | Член ВКПБ                                |
| Шабанов Александр Александрович    | Коммунисты России                        |
| Шульга Александр Васильевич        | Патриоты России                          |

Состав Секретариата ЦК ВКПБ:
| ФИО                             | дальнейшая карьера       |
| ------------------------------- | ------------------------ |
| Константинов Виталий Алексеевич | Первый секретарь ЦК ВКПБ |
| Потапов Сергей Александрович    | беспартийный             |
| Букин Сергей Васильевич         | член ВКПБ                |
| Драпеко, Елена Григорьевна      | Справедливая Россия      |
| Хугаев Руслан Романович         | Коммунисты России        |
| Чекис Анатолий Владимирович     | Патриоты России          |
| Чухаев Александр Константинович | Член ВКПБ                |

### Публикации в СМИ
- «Развод. ВКПБ против КПРФ», Российская газета № 3576 от 13 сентября 2004 г.
- Постановление сентябрьского (2004 года) пленума ЦК РКП-КПСС
- Противники Зюганова учредили «Всероссийскую коммунистическую партию будущего», NewsRu.com